# Процес Байєра

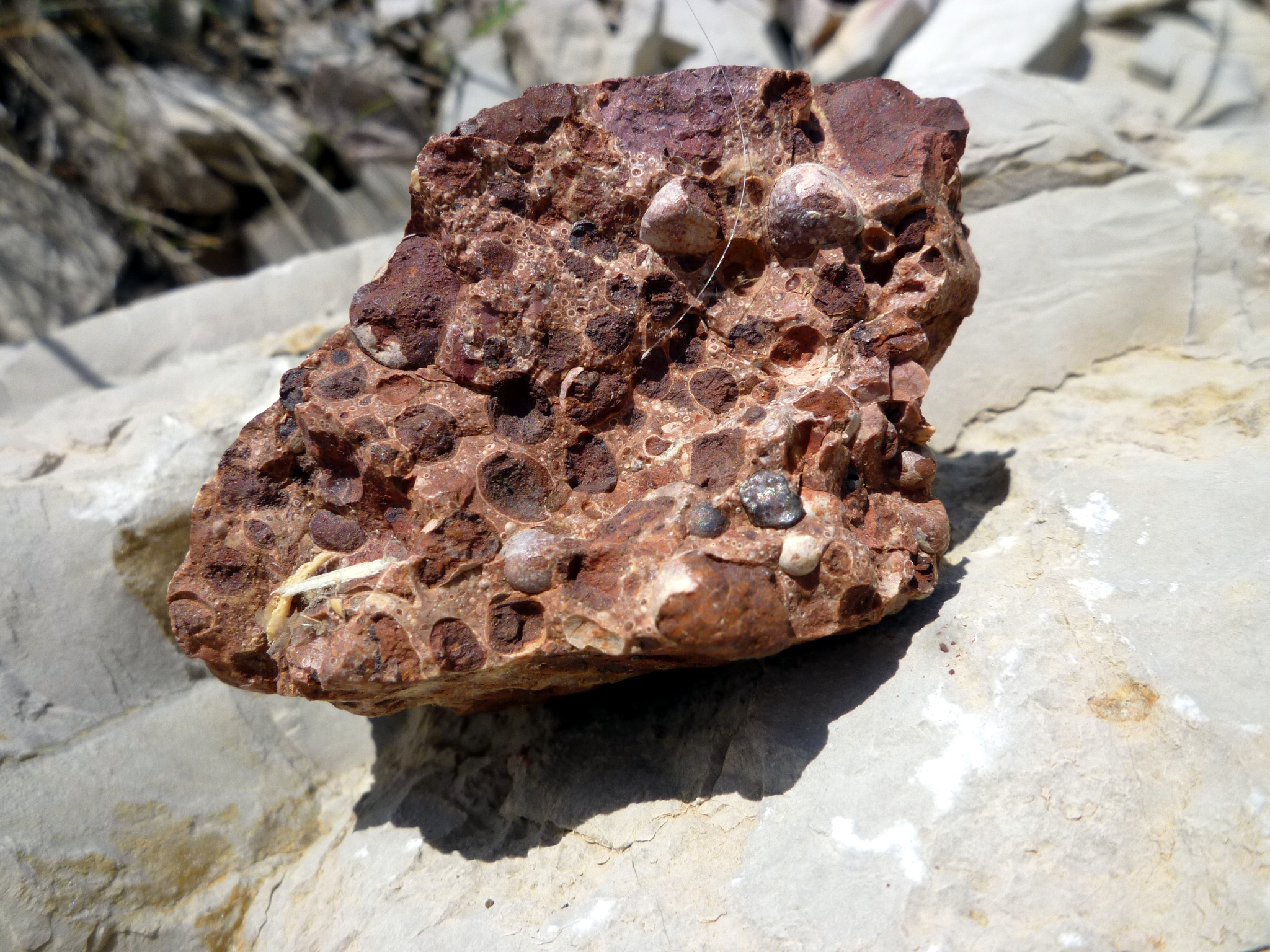
Мінерал боксит є основним матеріалом, який є джерелом суміші оксидів алюмінію. Червоний колір зумовлений домішками оксидів заліза.

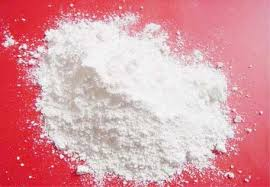
Здатність виділити мікрокристалічний гідроксид алюмінію — фундаментальна сходинка, яка дозволила його зручну очистку від домішок та перетворення у оксид для подальшого виробництва чистого алюмінію

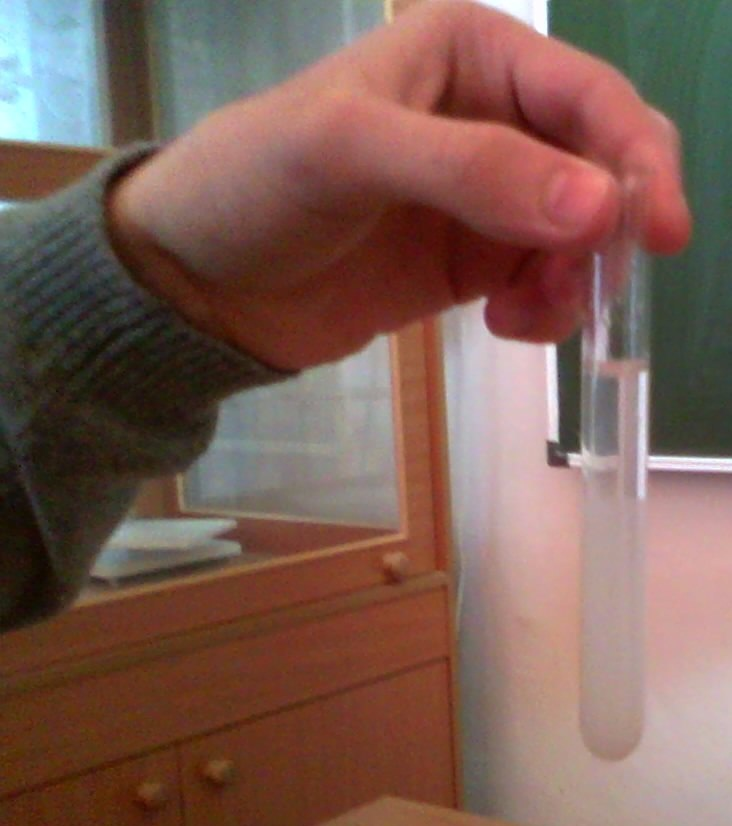
Осаджений гідроксид алюмінію лугом із його кислотних солей має аморфну слизоподібну консистенцію, що ускладнює його очистку від домішок. У пробірці показаний чистий гідроксид, у реальних умовах він був би нероздільно перемішаний із домішками осаджених сполук заліза, його силікату та карбонату.

Байєра процес  — промисловий спосіб переробки алюмінієвої руди бокситу для виробництва оксиду алюмінію (глинозему). Боксит, як найважливіша руда алюмінію, містить лише 30—60 % оксиду алюмінію, (глинозему), Al2О3, решту становить суміш кремнезему, різноманітні оксиди заліза та діоксид титану. Є першою ланкою, за якою далі оксид алюмінію очищають, та перетворюють у металевий алюміній.

## Опис
Бокситова руда — суміш гідратованих оксидів алюмінію та сполук інших елементів, таких як залізо. У процесі Байєра бокситну руду нагрівають у посудині під тиском разом з розчином гідроксиду натрію при температурі від 150 до 200°С. °C. При цих температурах алюміній розчиняється у вигляді алюмінату натрію в процесі екстракції. Сполуки алюмінію в бокситах можуть бути присутніми у вигляді гібситу (Al(OH)3), беміту (AlOOH) або діаспору (AlOOH). Різні форми алюмінієвого компонента будуть обумовлювати умови екстракції. Після відділення залишку фільтруванням гібсит (гідроксид алюмінію) випадає в осад, коли рідина охолоджується, а потім висівається дрібнозернистим кристалічним гідроксидом алюмінію.

### Процес

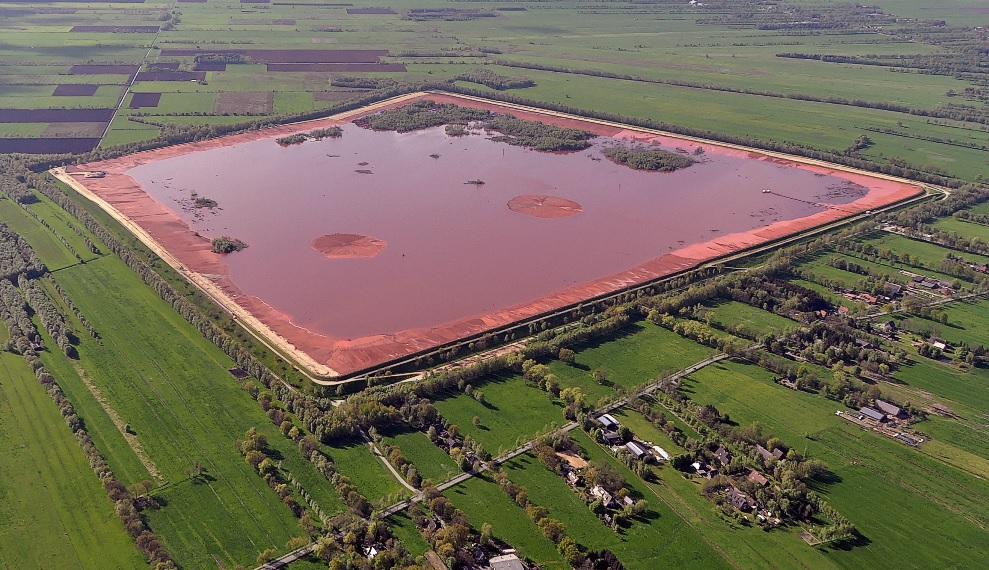
Відстійник (хвостосховище) у Німеччині, заповнений відходами від виробництва гідроксиду алюмінію. При відстоюванні луг повільно реагує з вуглекислим газом повітря, зменшуючи лужність відходів, а вода випаровується.

Спочатку процес екстракції перетворює оксид алюмінію в руді в розчинний алюмінат натрію 2NaAlO2:
Al2O3 + 2 NaOH → 2 NaAlO2 + H2O
Це оброблення також розчиняє кремнезем, що небажано, але інші компоненти бокситу не розчиняються. Іноді на цій стадії додають вапно, щоб осадити кремнезем у вигляді силікату кальцію. Розчин освітлюють шляхом фільтрації твердих домішок, як правило, за допомогою роторного пісковловлювача та за допомогою флокулянта, такого як крохмаль, для видалення дрібних частинок. Нерозчинені відходи після вилучення алюмінієвих сполук, хвости бокситів, містять оксиди заліза, кремнезем, силікат кальцію, карбонат кальцію, титан і деяку кількість непрореагованого оксиду алюмінію. Початковий, невдосконалений процес полягав у тому, що лужний розчин охолоджували та обробляли шляхом пропускання через нього вуглекислого газу, методом, за допомогою якого гідроксид алюмінію випадав в осад :
2 NaAlO2 + CO2 → 2 Al(OH)3 + Na2CO3 + H2O
Але пізніше більш досконалим механізмом стало створення перенасиченого розчину гідроксиду алюмінію високої чистоти (Al(OH)3), що виключало необхідність охолодження рідини і було більш економічно доцільним:
2 H2O + NaAlO2 → Al(OH)3 + NaOH
Частина отриманого гідроксиду алюмінію використовується у виробництві хімічних речовин для обробки води, таких як сульфат алюмінію, поліалюмінію хлорид, алюмінат натрію. Значна кількість також використовується як наповнювач у гумі та пластмасах як сповільнювач горіння. Близько 90 % отриманого гібситу перетворюється в оксид алюмінію Al2O3 шляхом нагрівання в обертових печах або флеш-кальцинаторах для рідин до температури понад 1000°С.
2 Al(OH)3 → Al2O3 + 3 H2O
Залишковий або «витрачений» розчин алюмінату натрію потім переробляється. У випадку присутностідомішок галію та ванадію, вони накопичуються в розчині, відповідно, їх можна виділити. Органічні домішки при осадженні гібситу можуть спричинити забарвлення лугу та гібситу, втрати каустичних властивостей лугу та збільшення в'язкості та густини вихідних розчинів.
Для бокситів, що містять більш як 10 % кремнезему, процес Байєра стає неекономічним через утворення нерозчинного натрій-алюмінієвого силікату, що знижує вихід, що обумовлює обрання іншого процесу переробки.
Понад 90 % виробленого оксиду алюмінію використовується в процесі Голла-Еру для остаточного виробництва алюмінію.

## Історія процесу Байєра
Процес Байєра був винайдений 1888 року Карлом Йозефом Байєром. Працюючи в Санкт-Петербурзі (Росія) над розробкою методу постачання глинозему в текстильну промисловість (він використовувався як протрава при фарбуванні бавовни), Байєр у 1887 році виявив, що гідроксид алюмінію, який випадає з лужного розчину, є не аморфним, а кристалічним, отже, його можна легко фільтрувати та промивати, тоді як кислотний шлях добування гідроксиду алюмінію давав желатиноподібну консистенцію яка важко відмивається.
Кількома роками раніше Анрі Етьєн Сент-Клер Девіль у Франції розробив метод отримання глинозему шляхом нагрівання бокситів у карбонаті натрію, Na2CO3, при 1200 °C, вилуговуванням алюмінату натрію, що утворився, водою, потім осадження гідроксиду алюмінію двоокисом вуглецю, CO 2, який потім фільтрували та сушили. Від цього процесу (відомого як процес Девіля) відмовилися на користь процесу Байєра.
Процес Баєра почав набувати значення в металургії разом із винаходом електролітичного алюмінієвого процесу Голла-Еру, винайденого лише роком раніше, у 1886 році. Разом із процесом ціанування, винайденим у 1887 році, процес Байєра знаменує народження сучасної галузі гідрометалургії.
Сьогодні цей процес практично не змінився, і він виробляє майже весь світовий запас глинозему як проміжний етап у виробництві алюмінію.

### Відомі аварії

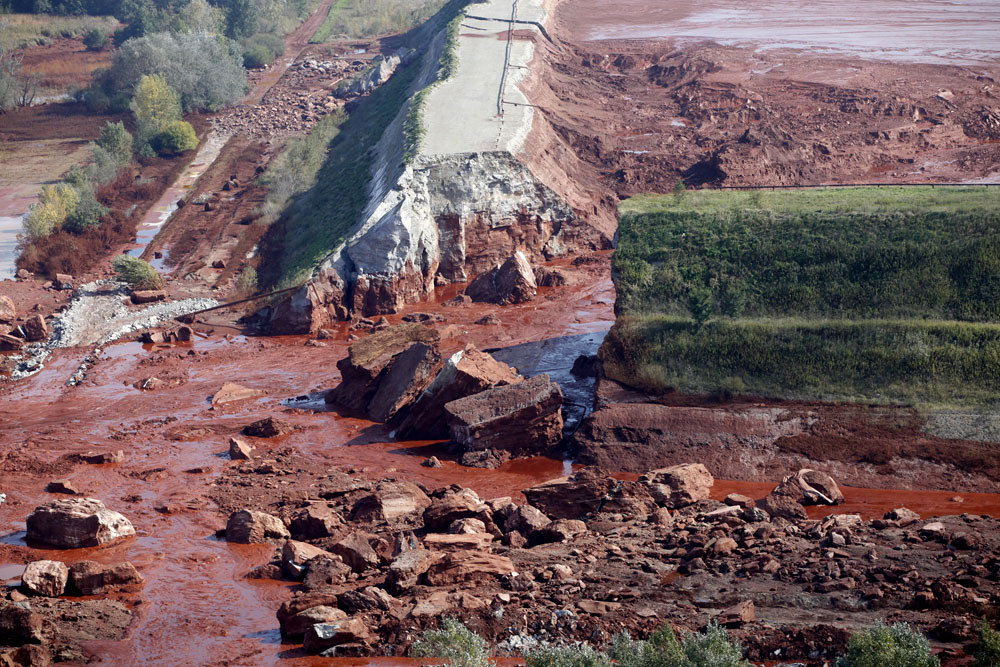
Прорив дамби хвостосховища в Угорщині, з виходом лужного шламу, багатого на оксиди заліза, на великі площі ґрунтів та прилеглі річки

У 2010 році під час аварії на глиноземному заводі Айка в річку Дунай скинули велику кількість їдкого червоного шламу.